# Nicola Groppa
Nicola Groppa (Cassano all'Ionio, 11 settembre 1890 – Corigliano Calabro, 19 maggio 1972) è stato un magistrato italiano, primo Presidente Onorario presso la Corte suprema di cassazione.

## Biografia
Nasce a Cassano all'Ionio, in provincia di Cosenza il 11 settembre 1890. È uno dei 7 figli di Giuseppe Groppa, possidente, e Lucia Bruno di Cassano all'Ionio. Ha avuto quattro figli, Giuseppe, medico, Mirella, in Pellegrini, pittrice, Annita e Lucia, in Garasto, insegnante. Laureato in Legge, dopo aver svolto il servizio militare in qualità di Ufficiale di complemento, è entrato in magistratura nel 1921, iniziando la sua carriera come Pretore a Pieve di Cadore, giudice presso il tribunale di Pallanza dove è anche incaricato dell'istruzione dei processi penali, successivamente presso quello di Torino, poi Presidente di Sezione della Corte d'appello di Venezia e, quindi, Primo Presidente della Corte d'Appello delle Calabrie in Catanzaro. Nominato Consigliere della Corte suprema di cassazione nel 1949, esce dalla magistratura con il titolo onorifico di Primo Presidente Onorario presso la Corte suprema di cassazione. Iscritto al Partito Nazionale Fascista nel 1932. È morto, all'età di 82 anni, il 19 maggio 1972 a Corigliano Calabro in provincia di Cosenza.
Ha scritto varie opere e ha condotto studi critici su Francesco Chiesa (1871 - 1973) - scrittore svizzero di lingua italiana. Viene citato in Who's Who in Europe, Dictionnaire biographique des personnalités européennes contemporaines di Edward A. de Maeyer, 1965, pag. 1057, Editions de Feniks, Bruxelles. In Cassano all'Ionio gli è stata intitolata la Via Gradinata Nicola Groppa.

## Opere
- La Calabria attraverso i secoli
- Miscellanea, note varie di cultura particolare e poesie[7]